# Сибила Елизабет фон Брауншвайг-Даненберг
Сибила Елизабет фон Брауншвайг-Люнебург-Даненберг (на немски: Sybille Elisabeth von Braunschweig--Lüneburg-Dannenberg; * 4 юни 1576; † 9 юли 1630 в Делменхорст) от фамилията Велфи е принцеса от Брауншвайг-Люнебург-Даненберг и чрез женитба графиня на Делменхорст.
Сибила Елизабет е дъщеря на херцог Хайнрих фон Брауншвайг-Люнебург-Даненберг (1533 – 1598) и съпругата му принцеса Урсула фон Саксония-Лауенбург (1545 – 1620), дъщеря на херцог Франц I фон Саксония-Лауенбург и съпругата му Сибила Саксонска. Сестра е на херцозите Юлиус Ернст фон Брауншвайг-Даненберг (1571 – 1636) и Август II Млади фон Брауншвайг-Волфенбютел (1579 – 1666).
Тя умира на 9 юли 1630 г. на 54 години в Делменхорст.

## Фамилия
Сибила Елизабет се омъжва на 31 август 1600 г. за граф Антон II фон Олденбург-Делменхорст (1550 – 1619) от фамилията Дом Олденбург. Двамата имат децата:
- София Урсула (1601 – 1642), омъжена на 17 март 1633 г. за Албрехт Фридрих, граф на Барби (1597 – 1641)
- Катарина Елизабет (1603 – 1649), абатеса на Гандерсхайм
- Антон Хайнри (1604 – 1622)
- Анна (1605 – 1688), омъжена 1634 г. за херцог Йохан Христиан фон Шлезвиг-Холщайн-Зондербург (1607 – 1653), син на Александер фон Шлезвиг-Холщайн-Зондербург
- Клара (1606 – 1647), омъжена на 15 януари 1645 г. за херцог Август Филип фон Шлезвиг-Холщайн-Зондербург-Бек (1612 – 1675), син на Александер фон Шлезвиг-Холщайн-Зондербург
- Сибила (1608 – 1640), монахиня в Херфорд
- Доротея (1609 – 1636)
- Сидония (1611 – 1650), омъжена през юни 1649 г. за херцог Август Филип фон Шлезвиг-Холщайн-Зондербург-Бек (1612 – 1675) след смъртта на сестра ѝ Клара
- Христиан IX (1612 – 1647), граф на Делменхорст
- Емилия (1614 – 1670), омъжена на 4 февруари 1638 г. за граф Лудвиг Гюнтер I фон Шварцбург-Рудолщат (1581 – 1646)
- Юлиана (1615 – 1691), омъжена 1652 г. за херцог Манфред фон Вюртемберг-Вайлтинген (1626 – 1662), син на Юлиус Фридрих фон Вюртемберг-Вайлтинген.